# NGC 252
NGC 252 je galaksija u zviježđu Andromeda.

## Vanjske poveznice
- SEDS: NGC 0252